# Пап Тьяв
Пап Тьяв (фр. Pape Thiaw, нар. 5 лютого 1981, Дакар) — сенегальський футболіст, що грав на позиції нападника зокрема за низку європейських клубних команд, а також національну збірну Сенегалу.

## Клубна кар'єра
У дорослому футболі дебютував 1997 року виступами за команду «Єгго». Того ж року перебрався до Франції, уклавши контракт із «Сент-Етьєном». У сезоні 1998/99 провів свою єдину гру за основну команду цього клубу у Лізі 2, після чого протягом сезону 1999/2000 захищав кольори «Істра» у третьому французькому дивізіоні.
2000 року став гравцем швейцарської «Лозанни», де у дебютному сезоні отримував досить багато ігрового часу і регулярно відзначався забитими голами. Утім по ходу сезону 2001/02 був відданий в оренду спочатку до французького друголігового «Страсбура», а згодом до російського «Динамо» (Москва).
2002 року повернувся до «Лозанни», яка на той час понизилася у класі до другого дивізіону Швейцарії, а влітку 2003 перейшов до «Меца», у якому провів досить успішний сезон 2003/04 у Лізі 1.
2004 року уклав контракт з іспанським друголіговим «Алавесом», де протягом сезону 2004/05 був гравцем ротації. Але за результатами сезону команда здобула підвищення у класі до Прімери і, відповідно, підсилила склад, після чого появи сенегальського нападника на полі стали епізодичними. 
2007 року він був відданий в оренду до команди «Лорка Депортіва» із Сегунди, а згодом того ж року перейшов до французького друголігового «Кретея». Навіть на цьому рівні Тьяв вже не був основним гравцем і в подальшому грав за «Атлетіко Сьюдад» з третього іспанського дивізіону та на батьківщині за «Ньяррі Таллі».
Завершив ігрову кар'єру в Реюньйоні, де протягом 2013 року виступав у команді «Стад Тампонез».

## Виступи за збірну
2001 року дебютував в офіційних матчах у складі національної збірної Сенегалу. Протягом кар'єри у національній команді, яка тривала 3 роки, провів у її формі 16 матчів, забивши 5 голів.
2002 року у складі збірної був учасником тогорічного Кубка африканських націй у Малі, де сенегальці здобули «срібло», а сам нападник двічі виходив на поле в іграх групового етапу. Пізніше того ж року брав участь у чемпіонаті світу 2002 в Японії і Південній Кореї, де виходив на поле у виграному в додатковий час з рахунком 2:1 матчі 1/8 фіналу проти Швеції.

## Титули і досягнення
Гравець
- Срібний призер Кубка африканських націй: 2002

Тренер
- Переможець Чемпіонату африканських націй: 2022